# 死亡日记 (1976年电影)
《死亡日记》（英語：Diary of the Dead）是艾尔文·布朗（Arvin Brown）执导的1976年新黑色电影，改编自1971年露丝·伦德尔创作的小说《One Across, Two Down》。它是由查尔斯·B·莫斯（Charles B. Moss）执导，罗伯特·L·菲什（Robert L. Fish）为剧本做出了贡献。

## 剧情
斯坦和维拉是一对夫妻，他们没有子女，与维拉的富有的妈妈生活在一起。莫德肯纳韦是已经中风的人。莫德不喜欢他的儿媳妇，公然蔑视她的不孕。
斯坦把肯纳韦的硝化甘油药片倒进了马桶，并用不值钱的糖来作为替代品。莫德肯纳韦的朋友（维拉的干妈）埃塞尔·迪恩来拜访，但是帕特森夫人的宿舍还没有准备好。找不到自己的药丸，埃塞尔·迪恩使用了一些莫德现在不值钱的东西，之后因心脏病死在斯坦的沙发上。斯坦告诉911接线员，死者是莫德肯纳韦，给克莱恩博士提供了必要的文书工作，她仍然被带走进行火化。莫德醒来，发现了身体，并指责他谋杀。他在后院埋葬了他的岳母，并在其周围种上了他先前购买的新树。